# Jefferson Savarino
Jefferson David Savarino Quintero (Maracaibo, 11 de noviembre de 1996) es un futbolista venezolano que se desempeña como delantero y/o extremo. Actualmente juega en el Botafogo del Campeonato Brasileño de Serie A. También es internacional con la selección de fútbol de Venezuela. 
Durante la temporada 2024, se convirtió en el segundo venezolano en ganar la Copa Libertadores de América, tras Alejandro "Lobo" Guerra.

## Trayectoria

### Zulia
En la temporada 2013-14, debuta con el primer equipo del Zulia FC, llegando a disputar 4 temporadas con el equipo venezolano hasta el año 2017.

### Real Salt Lake
El 9 de mayo de 2017, es cedido al Real Salt Lake, de la Major League Soccer, donde tiene buenas actuaciones, lo que lleva al equipo estadounidense a confirmar su fichaje completamente el primero de enero de 2018 hasta 2020.

### Atlético Mineiro
El 7 de febrero de 2020, se hace oficial su llegada al Atlético Mineiro, de la Serie A, a cambio de 2 millones de dólares con contrato hasta 2023. En su segunda temporada, se coronó campeón de la Serie A brasileña, Copa de Brasil y del Campeonate Mineiro. A principios de 2022, queda campeón de la Supercopa de Brasil y nuevamente del Campeonato Mineiro.

### Real Salt Lake
A mediados de 2022, regresa a su antiguo equipo, el Real Salt Lake, de la MLS, a cambio de poco más de 2 millones de dólares y firmando contrato hasta 2025.

### Botafogo
En enero, Jefferson Savarino fue anunciado oficialmente por Botafogo y firmó de forma permanente hasta diciembre de 2026 a cambio de aproximadamente 2 millones y medio de dólares. En su primera temporada se consagró campeón de la Copa Libertadores, siendo pilar en la ofensiva de su equipo anotando 4 goles y repartiendo 4 asistencias, además también se coronó con el Brasileirao en la misma temporada.

## Selección nacional

### Categoría inferiores

#### Campeonato Sudamericano Sub-20
| Sudamericano Sub-20         | Sede    | Resultado    | Partidos | Goles |
| --------------------------- | ------- | ------------ | -------- | ----- |
| Sudamericano Sub-20 de 2015 | Uruguay | Primera fase | 3        | 0     |

### Selección absoluta

##### Participaciones en eliminatorias para el Mundial
| Eliminatorias                 | Resultado  | Partidos | Goles | Asist. |
| ----------------------------- | ---------- | -------- | ----- | ------ |
| Eliminatorias Mundial de 2022 | 10.º lugar | 12       | 0     | 0      |
| Eliminatorias Mundial de 2026 | En disputa | 9        | 2     | 2      |

##### Participaciones en Copa América
| Copa              | Sede           | Resultado        | Partidos | Goles |
| ----------------- | -------------- | ---------------- | -------- | ----- |
| Copa América 2019 | Brasil         | Cuartos de final | 2        | 0     |
| Copa América 2021 | Brasil         | Primera ronda    | 1        | 0     |
| Copa América 2024 | Estados Unidos | Cuartos de final | 3        | 0     |

#### Goles internacionales
| Gol | Fecha                    | Sede                                  | Oponente               | Marcador | Resultado | Competencia                 |
| --- | ------------------------ | ------------------------------------- | ---------------------- | -------- | --------- | --------------------------- |
| 1.  | 9 de junio de 2019       | Nippert Stadium, Ohio, Estados Unidos | Estados Unidos         | 0-2      | 0-3       | Amistoso                    |
| 2.  | 27 de septiembre de 2022 | Wiener Arena, Austria                 | Emiratos Árabes Unidos | 0-1      | 0-4       | Amistoso                    |
| 3.  | 21 de noviembre de 2023  | Estadio Nacional, Perú                | Perú                   | 1-1      | 1-1       | Eliminatorias Conmebol 2026 |

## Estadísticas
Actualizado al último partido jugado el 17 de agosto de 2025.
| Club                          | Div.          | Temporada     | Liga  | Liga  | Liga   | Regional(1) | Regional(1) | Regional(1) | Copas nacionales(2) | Copas nacionales(2) | Copas nacionales(2) | Torneos internacionales(3) | Torneos internacionales(3) | Torneos internacionales(3) | Total(4) | Total(4) | Total(4) |
| Club                          | Div.          | Temporada     | Part. | Goles | Asist. | Part.       | Goles       | Asist.      | Part.               | Goles               | Asist.              | Part.                      | Goles                      | Asist.                     | Part.    | Goles    | Asist.   |
| ----------------------------- | ------------- | ------------- | ----- | ----- | ------ | ----------- | ----------- | ----------- | ------------------- | ------------------- | ------------------- | -------------------------- | -------------------------- | -------------------------- | -------- | -------- | -------- |
| Zulia · Venezuela             | 1.ª           | 2012-13       | 4     | 0     | 1      | —           | —           | —           | —                   | —                   | —                   | —                          | —                          | —                          | 4        | 0        | 1        |
| Zulia · Venezuela             | 1.ª           | 2013-14       | 11    | 1     | 2      | —           | —           | —           | —                   | —                   | —                   | —                          | —                          | —                          | 11       | 1        | 2        |
| Zulia · Venezuela             | 1.ª           | 2014-15       | 44    | 6     | 0      | —           | —           | —           | —                   | —                   | —                   | —                          | —                          | —                          | 44       | 6        | 0        |
| Zulia · Venezuela             | 1.ª           | 2016          | 39    | 14    | 9      | —           | —           | —           | 5                   | 3                   | 0                   | —                          | —                          | —                          | 43       | 17       | 9        |
| Zulia · Venezuela             | 1.ª           | 2017          | 12    | 9     | 3      | —           | —           | —           | —                   | —                   | —                   | 4                          | 1                          | 0                          | 16       | 10       | 3        |
| Zulia · Venezuela             | Total club    | Total club    | 110   | 30    | 15     | —           | —           | —           | 5                   | 3                   | 0                   | 4                          | 1                          | 0                          | 118      | 34       | 15       |
| Real Salt Lake Estados Unidos | 1.ª           | 2017          | 22    | 6     | 7      | —           | —           | —           | —                   | —                   | —                   | —                          | —                          | —                          | 22       | 6        | 7        |
| Real Salt Lake Estados Unidos | 1.ª           | 2018          | 35    | 7     | 9      | —           | —           | —           | —                   | —                   | —                   | —                          | —                          | —                          | 35       | 7        | 9        |
| Real Salt Lake Estados Unidos | 1.ª           | 2019          | 30    | 9     | 6      | —           | —           | —           | —                   | —                   | —                   | 1                          | 0                          | 0                          | 31       | 9        | 6        |
| Real Salt Lake Estados Unidos | Total club    | Total club    | 87    | 22    | 22     | —           | —           | —           | 0                   | 0                   | 0                   | 1                          | 0                          | 0                          | 88       | 22       | 22       |
| Atlético Mineiro · Brasil     | 1.ª           | 2020          | 32    | 7     | 6      | 10          | 4           | 4           | 1                   | 0                   | 0                   | —                          | —                          | —                          | 43       | 11       | 10       |
| Atlético Mineiro · Brasil     | 1.ª           | 2021          | 18    | 5     | 2      | 8           | 0           | 1           | 5                   | 0                   | 1                   | 9                          | 2                          | 5                          | 40       | 7        | 9        |
| Atlético Mineiro · Brasil     | 1.ª           | 2022          | 3     | 2     | 0      | 9           | 2           | 0           | 2                   | 0                   | 1                   | 2                          | 0                          | 1                          | 16       | 4        | 2        |
| Atlético Mineiro · Brasil     | Total club    | Total club    | 53    | 14    | 8      | 27          | 6           | 5           | 8                   | 0                   | 2                   | 11                         | 2                          | 6                          | 99       | 22       | 21       |
| Real Salt Lake Estados Unidos | 1.ª           | 2022          | 20    | 7     | 4      | —           | —           | —           | 0                   | 0                   | 0                   | —                          | —                          | —                          | 20       | 7        | 4        |
| Real Salt Lake Estados Unidos | 1.ª           | 2023          | 27    | 8     | 3      | —           | —           | —           | 3                   | 2                   | 1                   | 4                          | 1                          | 0                          | 34       | 11       | 4        |
| Real Salt Lake Estados Unidos | Total club    | Total club    | 47    | 15    | 7      | —           | —           | —           | 3                   | 2                   | 1                   | 4                          | 1                          | 0                          | 54       | 18       | 8        |
| Botafogo · Brasil             | 1.ª           | 2024          | 28    | 8     | 7      | 7           | 2           | 1           | 4                   | 0                   | 1                   | 16                         | 4                          | 4                          | 55       | 14       | 13       |
| Botafogo · Brasil             | 1.ª           | 2025          | 13    | 2     | 2      | 4           | 1           | 1           | 4                   | 1                   | 0                   | 10                         | 0                          | 3                          | 31       | 4        | 6        |
| Botafogo · Brasil             | Total club    | Total club    | 41    | 10    | 9      | 11          | 3           | 2           | 8                   | 1                   | 1                   | 26                         | 4                          | 7                          | 86       | 18       | 19       |
| Total carrera                 | Total carrera | Total carrera | 338   | 91    | 61     | 38          | 9           | 7           | 24                  | 6                   | 4                   | 46                         | 8                          | 13                         | 446      | 114      | 85       |

## Clubes
| Club             | País           | Año       | Partidos | Goles | Asistencias |
| ---------------- | -------------- | --------- | -------- | ----- | ----------- |
| Zulia            | Venezuela      | 2012-2017 | 118      | 34    | 15          |
| Real Salt Lake   | Estados Unidos | 2017-2020 | 87       | 22    | 22          |
| Atlético Mineiro | Brasil         | 2020-2022 | 99       | 21    | 17          |
| Real Salt Lake   | Estados Unidos | 2022-2023 | 54       | 18    | 8           |
| Botafogo         | Brasil         | 2024-Act. | 72       | 17    | 17          |

## Palmarés

### Campeonato nacionales
| Título               | Club             | País      | Año  |
| -------------------- | ---------------- | --------- | ---- |
| Copa Venezuela       | Zulia            | Venezuela | 2016 |
| Torneo Clausura      | Zulia            | Venezuela | 2016 |
| Campeonato Brasileño | Atlético Mineiro | Brasil    | 2021 |
| Copa de Brasil       | Atlético Mineiro | Brasil    | 2021 |
| Supercopa de Brasil  | Atlético Mineiro | Brasil    | 2022 |
| Campeonato Brasileño | Botafogo         | Brasil    | 2024 |

### Campeonatos internacionales
| Título                       | Club     | Sede         | Año  |
| ---------------------------- | -------- | ------------ | ---- |
| Copa Libertadores de América | Botafogo | Buenos Aires | 2024 |

### Títulos regionales
| Título             | Club             | Estado         | Año  |
| ------------------ | ---------------- | -------------- | ---- |
| Campeonato Mineiro | Atlético Mineiro | Minas Gerais   | 2020 |
| Campeonato Mineiro | Atlético Mineiro | Minas Gerais   | 2021 |
| Campeonato Mineiro | Atlético Mineiro | Minas Gerais   | 2022 |
| Taça Río           | Botafogo         | Río de Janeiro | 2024 |